# Національний архів та бібліотека Ефіопії
Національний архів та бібліотека Ефіопії (англ. National Archives and Library of Ethiopia) — найбільші бібліотека та архів країни, що знаходяться в місті Аддис-Абебі.

## Історія
Національна бібліотека була заснована та почала обслуговувати населення 1944 року. Бібліотеку заснував імператор Ефіопії Хайле Селассіє, основою зібрання стали подаровані ним книги. 1976 року урядовим указом № 50/76 бібліотеці було надано право отримувати три обов'язкові примірники кожного друкованого видання, що публікується в країні. Зараз бібліотека є підрозділом Міністерства культури та туризму.
Національний архів було засновано 1979 року. Його зібрання включають давні та історичні рукописи XIV — XV століття. Архів було сформовано на базі архівів Міністерства Великого палацу, Палацу наслідного принца та інших. В архіві зберігається приватна кореспонденція правителів Ефіопії та інших країн.